# فورسکولین
فورسکولین (به انگلیسی: Forskolin) یک ترکیب شیمیایی با شناسه پاب‌کم ۴۷۹۳۶ است. که جرم مولی آن ۴۱۰٫۵۰۱۱۶ g/mol می‌باشد.